# Östtyskland i olympiska sommarspelen 1980
Östtyskland deltog i de olympiska sommarspelen 1980 med en trupp bestående av 346 deltagare, 222 män och 124 kvinnor, vilka deltog i 167 tävlingar i 17 sporter. Landet slutade på andra plats i medaljligan, med 47 guldmedaljer och 126 medaljer totalt.

## Medaljer
| Medalj | Namn | Sport         | Gren                            |
| ------ | --- | ------------- | ------------------------------- |
| 1      | Rudi Fink | Boxning       | Fjädervikt                      |
| 1      | Lutz Heßlich | Cykling       | Herrarnas sprint                |
| 1      | Lothar Thoms | Cykling       | Herrarnas tempolopp             |
| 1      | Bärbel Wöckel | Friidrott     | Damernas 200 meter              |
| 1      | Marita Koch | Friidrott     | Damernas 400 meter              |
| 1      | Romy Müller Bärbel Wöckel Ingrid Auerswald Marlies Göhr                                                                             | Friidrott     | Damernas 4 x 100 meter stafett  |
| 1      | Evelin Jahl | Friidrott     | Damernas diskus                 |
| 1      | Ilona Slupianek | Friidrott     | Damernas kulstötning            |
| 1      | Thomas Munkelt | Friidrott     | Herrarnas 110 meter häck        |
| 1      | Volker Beck | Friidrott     | Herrarnas 400 meter häck        |
| 1      | Hartwig Gauder | Friidrott     | Herrarnas 50 km gång            |
| 1      | Waldemar Cierpinski | Friidrott     | Herrarnas maraton               |
| 1      | Gerd Wessig | Friidrott     | Herrarnas höjdhopp              |
| 1      | Lutz Dombrowski | Friidrott     | Herrarnas längdhopp             |
| 1      | Maxi Gnauck | Gymnastik     | Damernas barr                   |
| 1      | Roland Brückner | Gymnastik     | Herrarnas fristående            |
| 1      | Östtysklands herrlandslag i handboll                                                                                                | Handboll      | Herrarnas turnering             |
| 1      | Dietmar Lorenz | Judo          | Herrarnas öppna klass           |
| 1      | Birgit Fischer | Kanotsport    | Damernas K-1 500m               |
| 1      | Carsta Genäuß Martina Bischof | Kanotsport    | Damernas K-2 500m               |
| 1      | Rüdiger Helm | Kanotsport    | Herrarnas K-1 1000m             |
| 1      | Rüdiger Helm Bernd Olbricht Harald Marg Bernd Duvigneau                                                                             | Kanotsport    | Herrarnas K-4 1000m             |
| 1      | Sybille Reinhardt Jutta Ploch Jutta Lau Roswietha Zobelt Liane Buhr                                                                 | Rodd          | Damernas fyrsculler             |
| 1      | Ute Steindorf Cornelia Klier | Rodd          | Damernas tvåa (utan styrman)    |
| 1      | Ramona Kapheim Silvia Frohlich Angelika Noack Romy Saalfeld Kirsten Wenzel                                                          | Rodd          | Damernas fyra                   |
| 1      | Martina Boesler Kersten Neisser Christiane Knetsch Birgit Schütz Gabriele Lohs Ilona Richter Marita Sandig Karin Metze Marina Wilke | Rodd          | Damernas åtta                   |
| 1      | Joachim Dreifke Klaus Kröppelien | Rodd          | Herrarnas dubbelsculler         |
| 1      | Frank Dundr Carsten Bunk Uwe Heppner Martin Winter                                                                                  | Rodd          | Herrarnas fyrsculler            |
| 1      | Jörg Landvoigt Bernd Landvoigt | Rodd          | Herrarnas tvåa (utan styrman)   |
| 1      | Harald Jährling Friedrich-Wilhelm Ulrich Georg Spohr                                                                                | Rodd          | Herrarnas tvåa                  |
| 1      | Siegfried Brietzke Andreas Decker Stefan Semmler Jürgen Thiele                                                                      | Rodd          | Herrarnas fyra (utan styrman)   |
| 1      | Dieter Wendisch Walter Dießner Ullrich Dießner Gottfried Döhn Andreas Gregor                                                        | Rodd          | Herrarnas fyra                  |
| 1      | Bernd Krauß Hans-Peter Koppe Ulrich Kons Jörg Friedrich Jens Doberschütz Ulrich Karnatz Uwe Dühring Bernd Höing Klaus-Dieter Ludwig | Rodd          | Herrarnas åtta                  |
| 1      | Martina Jäschke | Simhopp       | Damernas höga hopp              |
| 1      | Falk Hoffmann | Simhopp       | Herrarnas höga hopp             |
| 1      | Barbara Krause | Simning       | Damernas 100m frisim            |
| 1      | Barbara Krause | Simning       | Damernas 200m frisim            |
| 1      | Ines Diers | Simning       | Damernas 400m frisim            |
| 1      | Petra Schneider | Simning       | Damernas 400m medley            |
| 1      | Rica Reinisch | Simning       | Damernas 100m ryggsim           |
| 1      | Rica Reinisch | Simning       | Damernas 200m ryggsim           |
| 1      | Ute Geweniger | Simning       | Damernas 100m bröstsim          |
| 1      | Caren Metschuck | Simning       | Damernas 100m fjäril            |
| 1      | Ines Geißler | Simning       | Damernas 200m fjäril            |
| 1      | Barbara Krause Caren Metschuck Ines Diers Sarina Hülsenbeck                                                                         | Simning       | Damernas 4x100m fristil         |
| 1      | Rica Reinisch Ute Geweniger Andrea Pollack Caren Metschuck                                                                          | Simning       | Damernas 4x100m medley          |
| 1      | Jörg Woithe | Simning       | Herrarnas 100m frisim           |
| 2      | Gerald Mortag Uwe Unterwalder Matthias Wiegand Volker Winkler                                                                       | Cykling       | Herrarnas lagförföljelse        |
| 2      | Falk Boden Bernd Drogan Olaf Ludwig Hans-Joachim Hartnick                                                                           | Cykling       | Herrarnas lagtempolopp          |
| 2      | Östtysklands herrlandslag i fotboll                                                                                                 | Fotboll       | Herrarnas turnering             |
| 2      | Marlies Göhr | Friidrott     | Damernas 100 meter              |
| 2      | Christiane Wartenberg | Friidrott     | Damernas 1 500 meter            |
| 2      | Johanna Schaller-Klier | Friidrott     | Damernas 100 meter häck         |
| 2      | Barbara Krug Gabriele Löwe Christina Lathan Marita Koch                                                                             | Friidrott     | Damernas 4 x 400 meter stafett  |
| 2      | Brigitte Wujak | Friidrott     | Damernas längdhopp              |
| 2      | Jürgen Straub | Friidrott     | Herrarnas 1 500 meter           |
| 2      | Klaus Thiele Andreas Knebel Frank Schaffer Volker Beck                                                                              | Friidrott     | Herrarnas 4 x 400 meter stafett |
| 2      | Frank Paschek | Friidrott     | Herrarnas längdhopp             |
| 2      | Steffi Kraker | Gymnastik     | Damernas hopp                   |
| 2      | Maxi Gnauck | Gymnastik     | Damernas individuella mångkamp  |
| 2      | Ralf-Peter Hemmann Lutz Hoffmann Lutz Mack Michael Nikolay Andreas Bronst Roland Brückner                                           | Gymnastik     | Herrarnas lagmångkamp           |
| 2      | Olaf Heukrodt Uwe Madeja | Kanotsport    | Herrarnas C2 1 000 m            |
| 2      | Cornelia Linse Heidi Westphal | Rodd          | Damernas dubbelsculler          |
| 2      | Jörn Borowski Egbert Swensson | Segling       | 470                             |
| 2      | Martina Proeber | Simhopp       | Damernas svikthopp              |
| 2      | Caren Metschuck | Simning       | Damernas 100m frisim            |
| 2      | Ines Diers | Simning       | Damernas 200m frisim            |
| 2      | Petra Schneider | Simning       | Damernas 400m frisim            |
| 2      | Ines Diers | Simning       | Damernas 800m frisim            |
| 2      | Ina Kleber | Simning       | Damernas 100m ryggsim           |
| 2      | Cornelia Polit | Simning       | Damernas 200m ryggsim           |
| 2      | Andrea Pollack | Simning       | Damernas 100m fjäril            |
| 2      | Sybille Schönrock | Simning       | Damernas 200m fjäril            |
| 2      | Roger Pyttel | Simning       | Herrarnas 100m fjäril           |
| 2      | Frank Pfütze Jörg Woithe Detlev Grabs Rainer Strohbach                                                                              | Simning       | Herrarnas 4x200m fristil        |
| 2      | Harald Vollmar | Skytte        | Herrarnas 50m pistol            |
| 2      | Hellfried Heilfort | Skytte        | Herrarnas 50 m gevär, liggande  |
| 2      | Bernd Hartstein | Skytte        | Herrarnas 50 m gevär, 3 pos.    |
| 2      | Jürgen Wiefel | Skytte        | Herrarnas snabbpistol           |
| 2      | Thomas Pfeffer | Skytte        | Herrarnas löpande mål, 50 m     |
| 2      | Östtysklands damlandslag i volleyboll                                                                                               | Volleyboll    | Damernas turnering              |
| 2      | Joachim Kunz | Tyngdlyftning | Herrarnas 67.5 kg               |
| 2      | Jürgen Heuser | Tyngdlyftning | Herrarnas +110 kg               |
| 3      | Richard Nowakowski | Boxning       | Lättvikt                        |
| 3      | Karl-Heinz Krüger | Boxning       | Weltervikt                      |
| 3      | Detlef Kästner | Boxning       | Lätt mellanvikt                 |
| 3      | Herbert Bauch | Boxning       | Lätt tungvikt                   |
| 3      | Jürgen Fanghänel | Boxning       | Tungvikt                        |
| 3      | Uwe Neupert | Brottning     | Herrarnas fristil 90kg          |
| 3      | Ingrid Auerswald | Friidrott     | Damernas 100 meter              |
| 3      | Christina Lathan | Friidrott     | Damernas 400 meter              |
| 3      | Jutta Kirst | Friidrott     | Damernas höjdhopp               |
| 3      | Margitta Droese-Pufe | Friidrott     | Damernas kulstötning            |
| 3      | Ute Hommola | Friidrott     | Damernas spjutkastning          |
| 3      | Roland Wieser | Friidrott     | Herrarnas 20 kilometer gång     |
| 3      | Frank Schaffer | Friidrott     | Herrarnas 400 meter             |
| 3      | Jörg Freimuth | Friidrott     | Herrarnas höjdhopp              |
| 3      | Udo Beyer | Friidrott     | Herrarnas kulstötning           |
| 3      | Wolfgang Hanisch | Friidrott     | Herrarnas spjutkastning         |
| 3      | Maxi Gnauck Silvia Hindorff Steffi Kraker Katharina Rensch Karola Sube Birgit Süss                                                  | Gymnastik     | Damernas lagmångkamp            |
| 3      | Steffi Kraker | Gymnastik     | Damernas barr                   |
| 3      | Maxi Gnauck | Gymnastik     | Damernas fristående             |
| 3      | Michael Nikolay | Gymnastik     | Herrarnas bygelhäst             |
| 3      | Roland Brückner | Gymnastik     | Herrarnas hopp                  |
| 3      | Roland Brückner | Gymnastik     | Herrarnas barr                  |
| 3      | Östtysklands damlandslag i handboll                                                                                                 | Handboll      | Damernas turnering              |
| 3      | Karl-Heinz Lehmann | Judo          | Herrarnas 71 kg                 |
| 3      | Harald Heinke | Judo          | Herrarnas 78 kg                 |
| 3      | Detlef Ultsch | Judo          | Herrarnas 86 kg                 |
| 3      | Dietmar Lorenz | Judo          | Herrarnas 95 kg                 |
| 3      | Olaf Heukrodt | Kanotsport    | Herrarnas C-1 500m              |
| 3      | Eckhard Leue | Kanotsport    | Herrarnas C-1 1000m             |
| 3      | Rüdiger Helm Bernd Olbricht | Kanotsport    | Herrarnas K-2 500m              |
| 3      | Martina Schröter | Rodd          | Damernas singelsculler          |
| 3      | Peter Kersten | Rodd          | Herrarnas singelsculler         |
| 3      | Karin Guthke | Simhopp       | Damernas svikthopp              |
| 3      | Ines Diers | Simning       | Damernas 100m frisim            |
| 3      | Carmela Schmidt | Simning       | Damernas 200m frisim            |
| 3      | Carmela Schmidt | Simning       | Damernas 400m frisim            |
| 3      | Heike Dähne | Simning       | Damernas 800m frisim            |
| 3      | Petra Riedel | Simning       | Damernas 100m ryggsim           |
| 3      | Birgit Treiber | Simning       | Damernas 200m ryggsim           |
| 3      | Christiane Knacke | Simning       | Damernas 100m fjäril            |
| 3      | Roger Pyttel | Simning       | Herrarnas 200m fjäril           |
| 3      | Jorg Damme | Skytte        | Herrarnas trap                  |
| 3      | Frank Mantek | Tyngdlyftning | Herrarnas 90 kg                 |

## Boxning
| Idrottare          | Gren            | Omgång 1             | Omgång 2             | Omgång 3             | Kvartsfinal           | Semifinal              | Final                | Final     |
| Idrottare          | Gren            | Motståndare Resultat | Motståndare Resultat | Motståndare Resultat | Motståndare Resultat  | Motståndare Resultat   | Motståndare Resultat | Placering |
| ------------------ | --------------- | -------------------- | -------------------- | -------------------- | --------------------- | ---------------------- | -------------------- | --------- |
| Dietmar Geilich    | Lätt flugvikt   | Singh (IND) 3-2      | Nieves (VEN) 0-5     | Gick inte vidare     | Gick inte vidare      | Gick inte vidare       | Gick inte vidare     |           |
| Mario Behrendt     | Bantamvikt      | Cipere (ROU) 0-5     | Gick inte vidare     | Gick inte vidare     | Gick inte vidare      | Gick inte vidare       | Gick inte vidare     |           |
| Rudi Fink          | Fjädervikt      | Kaislama (FIN) 5-0   | Mohamad (AFG) KO-1   | González (MEX) KO-2  | Kabunda (ZAM) 4-1     | Rybakov (URS) 4-1      | Horta (CUB) 4-1      |           |
| Richard Nowakowski | Lättvikt        | Ossai (NGR) 5-0      | Nyeko (UGA) RSC-1    | i.u.                 | Gilbody (GBR) 5-0     | Demyanenko (URS) 1-RSC | Gick inte vidare     |           |
| Dietmar Schwarz    | Lätt weltervikt | Makofi (ZAM) 5-0     | Molina (PUR) 3-RSC   | Gick inte vidare     | Gick inte vidare      | Gick inte vidare       | Gick inte vidare     |           |
| Karl-Heinz Krüger  | Weltervikt      | Eldahhan (SYR) 5-0   | Msomba (TAN) 5-0     | i.u.                 | Frost (GBR) 5-0       | Aldama (CUB) 0-5       | Gick inte vidare     |           |
| Detlef Kästner     | Lätt mellanvikt | Bye                  | Adetunji (NGR) KO-3  | i.u.                 | Njunwa (TAN) 5-0      | Kosjkijn (URS) 0-5     | Gick inte vidare     |           |
| Manfred Trauten    | Mellanvikt      | Folev (BUL) 5-0      | Corpi (SWE) RSC-2    | i.u.                 | Savchenko (URS) 3-RSC | Gick inte vidare       | Gick inte vidare     |           |
| Herbert Bauch      | Lätt tungvikt   | Ivanov (BUL) 5-0     | i.u.                 | i.u.                 | Pike (AUS) KO-2       | Kacar (YUG) 2-RSC      | Gick inte vidare     |           |
| Jürgen Fanghänel   | Tungvikt        | Castillo (ECU) 4-1   | i.u.                 | i.u.                 | Stoimenov (BUL) RSC-2 | Zaev (URS) 0-5         | Gick inte vidare     |           |

## Brottning
Herrarnas fristil
| Idrottare        | Gren    | Omgång 1                                       | Omgång 2                                 | Omgång 3                                         | Omgång 4                     | Omgång 5                                       | Sista omgången              |
| Idrottare        | Gren    | Motståndare Resultat                           | Motståndare Resultat                     | Motståndare Resultat                             | Motståndare Resultat         | Motståndare Resultat                           | Motståndare Resultat        |
| ---------------- | ------- | ---------------------------------------------- | ---------------------------------------- | ------------------------------------------------ | ---------------------------- | ---------------------------------------------- | --------------------------- |
| Hartmut Reich    | 52 kg   | Anatoli Beloglazov (URS) 3-14                  | Ahmad Dahrouj (SYR) Vinst genom fall     | Nanzadyn Buregdaa (MGL) 5-12                     | Gick inte vidare             | Gick inte vidare                               | Gick inte vidare            |
| Eberhard Probst  | 68 kg   | Victor Koulaigue (CMR) Vinst genom fall        | Ivan Yankov (BUL) 3-11                   | Stanislaw Chilinski (POL) Vinst genom fall       | Octavian Dusa (ROU) 6-3      | Šaban Sejdi (YUG) 2-6                          | Gick inte vidare            |
| Otto Steingräber | 74 kg   | Rajander Singh (IND) 8-14                      | Khojawahid Zahedi (AFG) Vinst genom fall | Valentin Raychev (BUL) 6-25                      | Gick inte vidare             | Gick inte vidare                               | Gick inte vidare            |
| Armin Weier      | 82 kg   | Magomedchan Aratsilov (URS) Förlust genom fall | Zevegiin Düvchin (MGL) 11-14             | Gick inte vidare                                 | Gick inte vidare             | Gick inte vidare                               | Gick inte vidare            |
| Uwe Neupert      | 90 kg   | Ion Ivanov (ROU) Vinst genom fall              | Christophe Andanson (FRA) 14-5           | Dashdorjiin Tserentogtokh (MGL) Vinst genom fall | Sanasar Oganisijan (URS) 9-9 | Ivan Ginov (BUL) 4-3                           | Aleksander Cichon (POL) 4-3 |
| Harald Büttner   | 100 kg  | Saleh El-Said (SYR) Vinst genom fall           | Vasile Pușcașu (ROU) 6-5                 | Bárbaro Morgan (CUB) 11-3                        | Tomasz Busse (POL) 4-4       | Július Strnisko (TCH) Förlust genom passivitet | Gick inte vidare            |
| Roland Gehrke    | +100 kg | Soslan Andijev (URS) 5-7                       | Mamadou Sakho (SEN) Vinst genom fall     | Petar Ivanov (BUL) 5-3                           | József Balla (HUN) 4-6       | Gick inte vidare                               | Gick inte vidare            |

Herrarnas grekisk-romersk
| Idrottare       | Gren  | Omgång 1                                   | Omgång 2                                    | Omgång 3                                | Omgång 4                            | Omgång 5             | Sista omgången       |
| Idrottare       | Gren  | Motståndare Resultat                       | Motståndare Resultat                        | Motståndare Resultat                    | Motståndare Resultat                | Motståndare Resultat | Motståndare Resultat |
| --------------- | ----- | ------------------------------------------ | ------------------------------------------- | --------------------------------------- | ----------------------------------- | -------------------- | -------------------- |
| Detlef Kühn     | 82 kg | Fernando San-Isidro (ESP) Vinst genom fall | Pavel Pavlov (BUL) Förlust genom passivitet | Gennadi Korban (URS) Förlust genom fall | Gick inte vidare                    | Gick inte vidare     | Gick inte vidare     |
| Thomas Horschel | 90 kg | Atef Mahayri (SYR) Vinst genom fall        | Georgios Pozidis (GRE) Förlust genom fall   | Keijo Manni (FIN) Vinst genom fall      | Petre Dicu (ROU) Förlust genom fall | Gick inte vidare     | Gick inte vidare     |

## Cykling
Herrarnas linjelopp
- Thomas Barth
- Andreas Petermann
- Olaf Ludwig
- Bernd Drogan

Herrarnas lagtempolopp
- Falk Boden
- Bernd Drogan
- Olaf Ludwig
- Hans-Joachim Hartnick

Herrarnas sprint
- Lutz Heßlich

Herrarnas tempolopp
- Lothar Thoms

Herrarnas förföljelse
- Harald Wolf

Herrarnas lagförföljelse
- Gerald Mortag
- Uwe Unterwalder
- Matthias Wiegand
- Volker Winkler

## Fotboll
Herrar
Gruppspel
|             | Spelade | Vinster | Oavgjorda | Förluster | Gjorda mål | Insläppta mål | Poäng |
| ----------- | ------- | ------- | --------- | --------- | ---------- | ------------- | ----- |
| Östtyskland | 3       | 2       | 1         | 0         | 7          | 1             | 5     |
| Algeriet    | 3       | 1       | 1         | 1         | 4          | 2             | 3     |
| Spanien     | 3       | 0       | 3         | 0         | 2          | 2             | 3     |
| Syrien      | 3       | 0       | 1         | 2         | 0          | 8             | 1     |

Slutspel
|  | Kvartsfinal              | Kvartsfinal           |                         |   | Semifinal               | Semifinal               |   |  | Final | Final |
|  |                          |                       |                         |   |                         |                         |   |  |       |       |
|  | 27 juli 1980 - Moskva    |                       |                         |   |                         |                         |   |  |       |       |
|  |                          |                       |                         |   |                         |                         |   |  |       |       |
|  | Sovjetunionen            | 2                     |                         |   |                         |                         |   |  |       |       |
|  | Sovjetunionen            | 2                     | 29 juli 1980 - Moskva   |   |                         |                         |   |  |       |       |
|  | Kuwait                   | 1                     |                         |   |                         |                         |   |  |       |       |
|  | Kuwait                   | 1                     | Östtyskland             | 1 |                         |                         |   |  |       |       |
|  | 27 juli 1980 - Kiev      |                       | Östtyskland             | 1 |                         |                         |   |  |       |       |
|  |                          | Sovjetunionen         | 0                       |   |                         |                         |   |  |       |       |
|  | Östtyskland              | Sovjetunionen         | 0                       | 4 |                         |                         |   |  |       |       |
|  | Östtyskland              |                       | 2 augusti 1980 - Moskva | 4 |                         |                         |   |  |       |       |
|  | Irak                     | 0                     |                         |   |                         |                         |   |  |       |       |
|  | Irak                     | 0                     | Tjeckoslovakien         | 1 |                         |                         |   |  |       |       |
|  | 27 juli 1980 - Leningrad |                       | Tjeckoslovakien         | 1 |                         |                         |   |  |       |       |
|  |                          | Östtyskland           | 0                       |   |                         |                         |   |  |       |       |
|  | Tjeckoslovakien          | Östtyskland           | 0                       | 3 |                         |                         |   |  |       |       |
|  | Tjeckoslovakien          | 29 juli 1980 - Moskva |                         | 3 |                         |                         |   |  |       |       |
|  | Kuba                     | 0                     |                         |   |                         |                         |   |  |       |       |
|  | Kuba                     | 0                     | Tjeckoslovakien         | 2 | Bronsmatch              | Bronsmatch              |   |  |       |       |
|  | 27 juli 1980 - Minsk     |                       | Tjeckoslovakien         | 2 | Bronsmatch              | Bronsmatch              |   |  |       |       |
|  |                          | Jugoslavien           | 0                       |   | 1 augusti 1980 - Moskva | 1 augusti 1980 - Moskva |   |  |       |       |
|  | Jugoslavien              | Jugoslavien           | 0                       | 3 | 1 augusti 1980 - Moskva | 1 augusti 1980 - Moskva |   |  |       |       |
|  | Jugoslavien              |                       |                         |   |                         | Sovjetunionen           | 2 |  |       |       |
|  | Algeriet                 | 0                     |                         |   |                         | Sovjetunionen           | 2 |  |       |       |
|  | Algeriet                 | 0                     | Jugoslavien             | 0 |                         |                         |   |  |       |       |
|  |                          |                       | Jugoslavien             | 0 |                         |                         |   |  |       |       |

## Friidrott
Herrarnas 100 meter
- Eugen Ray
  - Heat — 10,38
  - Kvartsfinal — 10,30
  - Semifinal — 10,47 (→ gick inte vidare)

- Sören Schlegel
  - Heat — 10,44
  - Kvartsfinal — 10,28 (→ gick inte vidare)

- Klaus-Dieter Kurrat
  - Heat — 10,53
  - Kvartsfinal — 10,54 (→ gick inte vidare)

Herrarnas 800 meter
- Andreas Busse
  - Heat — 1:47,4
  - Semifinal — 1:46,9
  - Final — 1:46,9 (→ 5:e plats)

- Detlef Wagenknecht
  - Heat — 1:47,5
  - Semifinal — 1:46,7
  - Final — 1:47,0 (→ 6:e plats)

- Olaf Beyer
  - Heat — 1:48,9
  - Semifinal — 1:47,6 (→ gick inte vidare)

Herrarnas 1 500 meter
- Jürgen Straub
  - Heat — 3:37,0
  - Semifinal — 3:39,4
  - Final — 3:38,8 (→  Silver)

- Andreas Busse
  - Heat — 3:44,3
  - Semifinal — 3:43,5
  - Final — 3:40,2 (→ 4:e plats)

Herrarnas 10 000 meter
- Jörg Peter
  - Heat — 28:50,0
  - Final — 28:05,5 (→ 6:e plats)

- Werner Schildhauer
  - Heat — 28:32,1
  - Final — 28:11,0 (→ 7:e plats)

Herrarnas maraton
- Waldemar Cierpinski
  - Final — 2:11:03 (→  Guld)

- Joachim Truppel
  - Final — 2:14:55 (→ 11:e plats)

- Jörgen Eberding
  - Final — 2:18:04 (→ 21st place)

Herrarnas 4 x 400 meter stafett
- Klaus Thiele, Andreas Knebel, Frank Schaffer och Volker Beck
  - Heat — 3:03,4
  - Final — 3:01,3 (→  Silver)

Herrarnas 110 meter häck
- Thomas Munkelt
  - Heat — 13,55
  - Semifinal — 13,49
  - Final — 13,39 (→  Guld)

- Thomas Dittrich
  - Heat — 13,93
  - Semifinal — 13,90 (→ gick inte vidare)

- Andreas Schlißke
  - Heat — 14,18
  - Semifinal — 14,60 (→ gick inte vidare)

Herrarnas 400 meter häck
- Volker Beck
  - Heat — 50,35
  - Semifinal — 50,36
  - Final — 48,70 (→  Guld)

Herrarnas 3 000 meter hinder
- Ralf Pönitsch
  - Heat — 8:56,5 (→ gick inte vidare)

Herrarnas stavhopp
- Axel Weber
  - Kval — 5,15 m (→ gick inte vidare)

Herrarnas längdhopp
- Lutz Dombrowski
  - Kval — 8,17 m
  - Final — 8,54 m (→  Guld)

- Frank Paschek
  - Kval — 8,17 m
  - Final — 8,21 m (→  Silver)

- Peter Rieger
  - Kval — 7,59 m (→ gick inte vidare)

Herrarnas höjdhopp
- Gerd Wessig
  - Kval — 2,21 m
  - Final — 2,36 m (→  Guld)

- Jörg Freimuth
  - Kval — 2,21 m
  - Final — 2,31 m (→  Brons)

- Henry Lauterbach
  - Kval — 2,21 m
  - Final — 2,29 m (→ 4:e plats)

Herrarnas diskuskastning
- Wolfgang Schmidt
  - Kval — 62,46 m
  - Final — 65,64 m (→ 4:e plats)

- Hilmar Hossfeld
  - Kval — 59,92 m
  - Final — 61,14 m (→ 11:e plats)

- Armin Lemme
  - Kval — 59,44 m (→ gick inte vidare, 13:e plats)

Herrarnas kulstötning
- Udo Beyer
  - Kval — 19,94 m
  - Final — 21,06 m (→  Brons)

- Hans-Jürgen Jacobi
  - Kval — 19,92 m
  - Final — 20,32 m (→ 6:e plats)

Herrarnas spjutkastning
- Wolfgang Hanisch
  - Kval — 85,82 m
  - Final — 86,72 m (→  Brons)

- Detlef Fuhrmann
  - Kval — 78,80 m
  - Final — 83,50 m (→ 7:e plats)

- Detlef Michel
  - Kval — 78,34 m (→ gick inte vidare, 13:e plats)

Herrarnas släggkastning
- Roland Steuk
  - Kval — 73,52 m
  - Final — 77,54 m (→ 4:e plats)

- Detlef Gerstenberg
  - Kval — 75,04 m
  - Final — 74,60 m (→ 5:e plats)

Herrarnas tiokamp
- Steffen Grummt
  - Final — 7892 poäng (→ 8:e plats)

- Siegfried Stark
  - Final — gav upp (→ ingen placering)

- Rainer Pottel
  - Final — gav upp (→ ingen placering)

Herrarnas 20 km gång
- Roland Wieser
  - Final — 1:25:58,2 (→  Brons)

- Karl-Heinz Stadtmüller
  - Final — 1:29:21,7 (→ 8:e plats)

- Werner Heyer
  - Final — DSQ (→ ingen placering)

Herrarnas 50 km gång
- Hartwig Gauder
  - Final — 3:49:24 (→  Guld)

- Dietmar Meisch
  - Final — DSQ (→ ingen placering)

- Uwe Dünkel
  - Final — DSQ (→ ingen placering)

Damernas 100 meter
- Marlies Göhr
  - Heat — 11,41
  - Kvartsfinal — 11,12
  - Semifinal — 11,18
  - Final — 11,07 (→  Silver)

- Ingrid Auerswald
  - Heat — 11,32
  - Kvartsfinal — 11,09
  - Semifinal — 11,27
  - Final — 11,14 (→  Brons)

- Romy Müller
  - Heat — 11,41
  - Kvartsfinal — 11,12
  - Semifinal — 11,22
  - Final — 11,16 (→ 5:e plats)

Damernas 800 meter
- Martina Kämpfert
  - Heat — 1:58,8
  - Semifinal — 1:58,1
  - Final — 1:56,3 (→ 4:e plats)

- Hildegard Ullrich
  - Heat — 2:00,1
  - Semifinal — 1:58,7
  - Final — 1:57,2 (→ 5:e plats)

Damernas 1 500 meter
- Christiane Wartenberg
  - Heat — 4:00,4
  - Final — 3:57,8 (→  Silver)

- Ulrike Bruns
  - Heat — 4:01,6
  - Final — 4:00,7 (→ 5:e plats)

- Beate Liebich
  - Heat — 4:06,8 (→ gick inte vidare)

Damernas 100 meter häck
- Johanna Schaller-Klier
  - Heat — 13,03
  - Semifinal — 12,77
  - Final — 12,63 (→  Silver)

- Kerstin Knabe
  - Heat — 12,77
  - Semifinal — 12,99
  - Final — 12,66 (→ 4:e plats)

- Bettine Gärtz
  - Heat — 13,06
  - Semifinal — 13,04
  - Final — 13,14 (→ 7:e plats)

Damernas längdhopp
- Brigitte Wujak
  - Kval — 6,65 m
  - Final — 7,04 m (→  Silver)

- Siegrun Siegl
  - Kval — 6,53 m
  - Final — 6,87 m (→ 5:e plats)

- Siegrid Heimann
  - Kval — 6,71 m
  - Final — 6,71 m (→ 7:e plats)

Damernas höjdhopp
- Jutta Kirst
  - Kval — 1,88 m
  - Final — 1,94 m (→  Brons)

- Rosemarie Ackermann
  - Kval — 1,88 m
  - Final — 1,91 m (→ 4:e plats)

- Andrea Reichstein
  - Kval — 1,88 m
  - Final — 1,91 m (→ 6:e plats)

Damernas diskuskastning
- Evelin Jahl
  - Kval — 60,22 m
  - Final — 69,96 m (→  Guld)

- Gisela Beyer
  - Kval — 62,86 m
  - Final — 67,08 m (→ 4:e plats)

- Margitta Pufe
  - Kval — 65,52 m
  - Final — 66,12 m (→ 5:e plats)

Damernas spjutkastning
- Ute Hommola
  - Kval — 63,52 m
  - Final — 66,56 m (→  Brons)

- Ute Richter
  - Kval — 66,66 m
  - Final — 66,54 m (→ 4:e plats)

- Ruth Fuchs
  - Kval — 64,26 m
  - Final — 63,94 m (→ 8:e plats)

Damernas kulstötning
- Ilona Slupianek
  - Final — 22,41 m (→  Guld)

- Margitta Pufe
  - Final — 21,20 m (→  Brons)

- Ines Reichenbach
  - Final — 19,66 m (→ 8:e plats)

Damernas femkamp
- Ramona Neubert — 4698 poäng (→ 4:e plats)
  1. 100 meter — 13,93s
  2. Kulstötning — 13,68m
  3. Höjdhopp — 1,77m
  4. Längdhopp — 6,63m
  5. 800 meter — 2:07,70

- Burglinde Pollak — 4553 poäng (→ 6:e plats)
  1. 100 meter — 13,74s
  2. Kulstötning — 16,67m
  3. Höjdhopp — 1,68m
  4. Längdhopp — 5,93m
  5. 800 meter — 2:14,40

- Christine Laser — 1712 poäng (→ ingen placering)
  1. 100 meter — 13,67s
  2. Kulstötning — 13,39m
  3. Höjdhopp — DNF

## Fäktning
Herrarnas florett
- Hartmuth Behrens
- Klaus Kotzmann
- Klaus Haertter

Herrarnas lagtävling i florett
- Siegmar Gutzeit, Hartmuth Behrens, Adrian Germanus, Klaus Kotzmann, Klaus Haertter

Herrarnas sabel
- Frank-Eberhard Höltje
- Peter Ulbrich
- Rüdiger Müller

Herrarnas lagtävling i sabel
- Rüdiger Müller, Hendrik Jung, Peter Ulbrich, Frank-Eberhard Höltje, Gerd May

Damernas florett
- Mandy Niklaus
- Gabriele Janke
- Sabine Hertrampf

Damernas lagtävling i florett
- Mandy Niklaus, Gabriele Janke, Sabine Hertrampf, Beate Schubert

## Handboll
Damer
| Rank | Lag               | Pld | W | D | L | GF  | GA  | Poäng |  | Sovjetunionen | Socialistiska federativa republiken Jugoslavien | Östtyskland | Ungern | Tjeckoslovakien |       |
| ---- | ----------------- | --- | - | - | - | --- | --- | ----- |  | ------------- | ----------------------------------------------- | ----------- | ------ | --------------- | ----- |
| 1    | Sovjetunionen     | 5   | 5 | 0 | 0 | 99  | 52  | 10    |  | X             | 18:9                                            | 18:13       | 16:12  | 17:7            | 30:11 |
| 2    | Jugoslavien       | 5   | 3 | 1 | 1 | 107 | 67  | 7     |  | 9:18          | X                                               | 15:15       | 19:10  | 25:15           | 39:9  |
| 3    | Östtyskland       | 5   | 3 | 1 | 1 | 91  | 58  | 7     |  | 13:18         | 15:15                                           | X           | 19:9   | 16:10           | 28:6  |
| 4    | Ungern            | 5   | 1 | 1 | 3 | 80  | 74  | 3     |  | 12:16         | 10:19                                           | 9:19        | X      | 10:10           | 39:10 |
| 5    | Tjeckoslovakien   | 5   | 1 | 1 | 3 | 65  | 78  | 3     |  | 7:17          | 15:25                                           | 10:16       | 10:10  | X               | 23:10 |
| 6    | Kongo-Brazzaville | 5   | 0 | 0 | 5 | 46  | 159 | 0     |  | 11:30         | 9:39                                            | 6:28        | 10:39  | 10:23           | X     |

Herrar
| Rank | Lag         | Pld | W | D | L | GF  | GA  | Poäng |  | Östtyskland | Ungern | Olympic flag for Spain | Polen | Olympic flag for Denmark | Kuba  |
| ---- | ----------- | --- | - | - | - | --- | --- | ----- |  | ----------- | ------ | ---------------------- | ----- | ------------------------ | ----- |
| 1.   | Östtyskland | 5   | 4 | 1 | 0 | 108 | 92  | 9     |  | X           | 14:14  | 21:17                  | 22:21 | 24:20                    | 27:20 |
| 2.   | Ungern      | 5   | 3 | 2 | 0 | 96  | 88  | 8     |  | 14:14       | X      | 20:17                  | 20:20 | 16:15                    | 26:22 |
| 3.   | Spanien     | 5   | 2 | 1 | 2 | 102 | 106 | 5     |  | 17:21       | 17:20  | X                      | 24:22 | 20:19                    | 24:24 |
| 4.   | Polen       | 5   | 2 | 1 | 2 | 123 | 97  | 5     |  | 21:22       | 20:20  | 22:24                  | X     | 26:12                    | 34:19 |
| 5.   | Danmark     | 5   | 1 | 0 | 4 | 96  | 104 | 2     |  | 20:24       | 15:16  | 19:20                  | 12:26 | X                        | 30:18 |
| 6.   | Kuba        | 5   | 0 | 1 | 4 | 103 | 141 | 1     |  | 20:27       | 22:26  | 24:24                  | 19:34 | 18:30                    | X     |

## Kanotsport
Kanadensare:
| Kanotist                 | Gren                 | Heat    | Heat      | Semifinal | Semifinal | Final   | Final     |
| Kanotist                 | Gren                 | Tid     | Placering | Tid       | Placering | Tid     | Placering |
| ------------------------ | -------------------- | ------- | --------- | --------- | --------- | ------- | --------- |
| Olaf Heukrodt            | Herrarnas C1 500 m   | 1:55.37 | 2 Q       | i.u.      | i.u.      | 1:54.38 |           |
| Eckhard Leue             | Herrarnas C1 1 000 m | 4:04.09 | 2 Q       | i.u.      | i.u.      | 4:15.02 |           |
| Olaf Heukrodt Uwe Madeja | Herrarnas C2 1 000 m | 3:47.43 |           | 3:54.99   |           | 3:49.93 |           |

Kajak:
| Kanotist                                                | Gren                | Heat    | Heat      | Semifinal | Semifinal | Final   | Final     |
| Kanotist                                                | Gren                | Tid     | Placering | Tid       | Placering | Tid     | Placering |
| ------------------------------------------------------- | ------------------- | ------- | --------- | --------- | --------- | ------- | --------- |
| Birgit Fischer                                          | Damernas K1 500 m   | 1:56.92 | 1 Q       | i.u.      | i.u.      | 1:57.96 |           |
| Carsta Genäuß Martina Bischof                           | Damernas K2 500 m   | 1:46.95 | 1 Q       | i.u.      | i.u.      | 1:43.88 |           |
| Frank-Peter Bischof                                     | Herrarnas K1 500 m  | 1:46.13 | 1 Q       | 1:46.21   | 1 Q       | 1:45.97 | 5         |
| Rüdiger Helm                                            | Herrarnas K1 1000 m | 3:45.20 | 1 Q       | 3:52.04   | 1 Q       | 3:48.77 |           |
| Rüdiger Helm Bernd Olbricht                             | Herrarnas K2 500 m  | 1:35.36 | 1 Q       | 1:35.88   | 1 Q       | 1:34.00 |           |
| Peter Hempel Harry Nolte                                | Herrarnas K2 1000 m | 3:25.71 | 2 Q       | 3:32.77   | 1 Q       | 3:31.02 | 5         |
| Rüdiger Helm Bernd Olbricht Harald Marg Bernd Duvigneau | Herrarnas K4 1000 m | 3:04.86 | 1 Q       | i.u.      | i.u.      | 3:13.76 |           |

## Handboll

### Damernas turnering
- Laguppställning:

Birgit Heinecke
Roswitha Krause
Waltraud Kretzschmar
Katrin Krüger
Kornelia Kunisch
Evelyn Matz
Kristina Richter
Christina Rost
Sabine Röther
Renate Rudolph
Marion Tietz
Petra Uhlig
Claudia Wunderlich
Hannelore Zober

- Resultat:

| Lag               | S | V | O | F | GM  | IM  | MS   | P  |
| ----------------- | - | - | - | - | --- | --- | ---- | -- |
| Sovjetunionen     | 5 | 5 | 0 | 0 | 99  | 52  | +47  | 10 |
| Jugoslavien       | 5 | 3 | 1 | 1 | 107 | 67  | +40  | 7  |
| Östtyskland       | 5 | 3 | 1 | 1 | 91  | 58  | +33  | 7  |
| Ungern            | 5 | 1 | 1 | 3 | 80  | 74  | +6   | 3  |
| Tjeckoslovakien   | 5 | 1 | 1 | 3 | 65  | 78  | −13  | 3  |
| Kongo-Brazzaville | 5 | 0 | 0 | 5 | 46  | 159 | −113 | 0  |

### Herrarnas turnering
- Laguppställning:

Siegfried Voigt
Günter Dreibrodt
Peter Rost
Klaus Gruner
Hans-Georg Beyer
Dietmar Schmidt
Hartmut Krüger
Lothar Doering
Ernst Gerlach
Frank-Michael Wahl
Ingolf Wiegert
Wieland Schmidt
Rainer Höft
Hans-Georg Jaunich

- Gruppspel:

| Lag         | S | V | O | F | GM  | IM  | MS  | P |
| ----------- | - | - | - | - | --- | --- | --- | - |
| Östtyskland | 5 | 4 | 1 | 0 | 108 | 92  | +16 | 9 |
| Ungern      | 5 | 3 | 2 | 0 | 96  | 88  | +8  | 8 |
| Spanien     | 5 | 2 | 1 | 2 | 102 | 106 | −4  | 5 |
| Polen       | 5 | 2 | 1 | 2 | 123 | 97  | +26 | 5 |
| Danmark     | 5 | 1 | 0 | 4 | 96  | 104 | −8  | 2 |
| Kuba        | 5 | 0 | 1 | 4 | 103 | 141 | −38 | 1 |

- Final:

|       | 30 juli 1980 | Östtyskland | 23 – 22 | Sovjetunionen |  |  |
| 18:30 |              |             |         |               |  |  |
|       |              |             |         |               |  |  |
|       |              |             |         |               |  |  |

## Simhopp
Damernas 3 m
- Martina Proeber
  - Slutligt resultat — 698,895 poäng ( Silver)
- Karin Guthke
  - Slutligt resultat — 685,245 poäng ( Brons)
- Martina Jäschke
  - Slutligt resultat — 668,115 poäng (5:e plats)

Damernas 10 m
- Martina Jäschke
  - Slutligt resultat — 596,250 poäng ( Guld)
- Ramona Wenzel
  - Slutligt resultat — 542,070 poäng (4:e plats)
- Kerstin Krause
  - Slutligt resultat —  322,680 poäng (9:e plats)

Herrarnas 3 m
- Falk Hoffmann
  - Slutligt resultat — 858,510 poäng (4:e plats)
- Frank Taubert
  - Slutligt resultat —  524,040 poäng (9:e plats)
- Dieter Waskow
  - Slutligt resultat —  522,870 poäng (10:e plats)

Herrarnas 10 m
- Falk Hoffmann
  - Slutligt resultat — 835,650 poäng ( Guld)
- Dieter Waskow
  - Slutligt resultat — 802,000 poäng (5:e plats)
- Thomas Knuths
  - Slutligt resultat —  783,975 poäng (6:e plats)

## Simning
I simningen tävlade 30 östtyska deltagare i 26 olika tävlingar. De tog tillsammans 30 medaljer, varav 12 guld.
Damer
| Tävlande                                                                     | Gren               | Heat    | Heat      | Final            | Final            |
| Tävlande                                                                     | Gren               | Tid     | Placering | Tid              | Placering        |
| ---------------------------------------------------------------------------- | ------------------ | ------- | --------- | ---------------- | ---------------- |
| Barbara Krause                                                               | 100 m frisim       | 54.98   | 1 Q       | 54.79            | 1                |
| Caren Metschuck                                                              | 100 m frisim       | 55.44   | 1 Q       | 55.16            | 2                |
| Ines Diers                                                                   | 100 m frisim       | 56.83   | 1 Q       | 55.65            | 3                |
| Barbara Krause                                                               | 200 m frisim       | 2:01.18 | 1 Q       | 1:58.33          | 1                |
| Ines Diers                                                                   | 200 m frisim       | 2:00.27 | 1 Q       | 1:59.64          | 2                |
| Carmela Schmidt                                                              | 200 m frisim       | 2:02.32 | 1 Q       | 2:01.44          | 3                |
| Ines Diers                                                                   | 400 m frisim       | 4:13.98 | 1 Q       | 4:08.76          | 1                |
| Petra Schneider                                                              | 400 m frisim       | 4:14.16 | 2 Q       | 4:14.49          | 2                |
| Carmela Schmidt                                                              | 400 m frisim       | 4:13.01 | 1 Q       | 4:10.86          | 3                |
| Ines Diers                                                                   | 800 m frisim       | 8:40.29 | 1 Q       | 8:32.55          | 2                |
| Heike Dähne                                                                  | 800 m frisim       | 8:36.09 | 1 Q       | 8:33.48          | 3                |
| Ines Geißler                                                                 | 800 m frisim       | 8:46.96 | 3 Q       | 8:45.28          | 7                |
| Barbara Krause Caren Metschuck Ines Diers Sarina Hülsenbeck Carmela Schmidt  | 4x100 meter frisim | i.u.    | i.u.      | 3:45.19          | 1                |
| Rica Reinisch                                                                | 100 m ryggsim      | 1:01.50 | 1 Q       | 1:00.86          | 1                |
| Ina Kleber                                                                   | 100 m ryggsim      | 1:02.15 | 1 Q       | 1:02.07          | 2                |
| Petra Riedel                                                                 | 100 m ryggsim      | 1:03.25 | 1 Q       | 1:02.64          | 3                |
| Rica Reinisch                                                                | 200 m ryggsim      | 2:13.00 | 1 Q       | 2:11.77          | 1                |
| Cornelia Polit                                                               | 200 m ryggsim      | 2:14.81 | 1 Q       | 2:13.75          | 2                |
| Birgit Treiber                                                               | 200 m ryggsim      | 2:15.53 | 3 Q       | 2:14.14          | 3                |
| Ute Geweniger                                                                | 100 m bröstsim     | 1:10.11 | 1 Q       | 1:10.22          | 1                |
| Silvia Rinka                                                                 | 100 m bröstsim     | 1:12.88 | 2         | Gick inte vidare | Gick inte vidare |
| Bettina Löbel                                                                | 100 m bröstsim     | 1:14.32 | 5         | Gick inte vidare | Gick inte vidare |
| Ute Geweniger                                                                | 200 m bröstsim     | 2:35.42 | 2 Q       | 2:34.34          | 6                |
| Bettina Löbel                                                                | 200 m bröstsim     | 2:35.31 | 1 Q       | 2:34.51          | 7                |
| Silvia Rinka                                                                 | 200 m bröstsim     | 2:34.88 | 2 Q       | 2:35.38          | 8                |
| Caren Metschuck                                                              | 100 m fjäril       | 1:01.08 | 1 Q       | 1:00.42          | 1                |
| Andrea Pollack                                                               | 100 m fjäril       | 1:00.91 | 1 Q       | 1:00.90          | 2                |
| Christiane Knacke                                                            | 100 m fjäril       | 1:01.32 | 1 Q       | 1:01.44          | 3                |
| Ines Geißler                                                                 | 200 m fjäril       | 2:13.23 | 1 Q       | 2:10.44          | 1                |
| Sybille Schönrock                                                            | 200 m fjäril       | 2:13.68 | 1 Q       | 2:10.45          | 2                |
| Andrea Pollack                                                               | 200 m fjäril       | 2:13.88 | 2 Q       | 2:12.13          | 4                |
| Petra Schneider                                                              | 400 m medley       | 4:46.53 | 1 Q       | 4:36.29          | 1                |
| Grit Slaby                                                                   | 400 m medley       | 4:52.01 | 2 Q       | 4:48.54          | 4                |
| Ulrike Tauber                                                                | 400 m medley       | 4:51.97 | 1 Q       | 4:49.18          | 5                |
| Rica Reinisch Ute Geweniger Andrea Pollack Caren Metschuck Sarina Hülsenbeck | 4x100 meter medley | i.u.    | i.u.      | 4:06.67          | 1                |

Herrar
| Tävlande                                                           | Gren               | Heat     | Heat      | Semifinal        | Semifinal        | Final            | Final            |
| Tävlande                                                           | Gren               | Tid      | Placering | Tid              | Placering        | Tid              | Placering        |
| ------------------------------------------------------------------ | ------------------ | -------- | --------- | ---------------- | ---------------- | ---------------- | ---------------- |
| Jörg Woithe                                                        | 100 m frisim       | 50.49    | 1 Q       | 50.21            | 1 Q              | 50.40            | 1                |
| Frank Kühne                                                        | 100 m frisim       | 52.93    | 6         | Gick inte vidare | Gick inte vidare | Gick inte vidare | Gick inte vidare |
| Jörg Woithe                                                        | 200 m frisim       | 1:52.33  | 1 Q       | i.u.             | i.u.             | 1:51.86          | 4                |
| Detlev Grabs                                                       | 200 m frisim       | 1:53.38  | 2         | i.u.             | i.u.             | Gick inte vidare | Gick inte vidare |
| Frank Kühne                                                        | 200 m frisim       | 1:53.63  | 3         | i.u.             | i.u.             | Gick inte vidare | Gick inte vidare |
| Detlev Grabs                                                       | 400 m frisim       | 3:58.21  | 2         | i.u.             | i.u.             | Gick inte vidare | Gick inte vidare |
| Frank Pfütze                                                       | 400 m frisim       | 3:59.53  | 3         | i.u.             | i.u.             | Gick inte vidare | Gick inte vidare |
| Rainer Strohbach                                                   | 400 m frisim       | 3:57.22  | 3         | i.u.             | i.u.             | Gick inte vidare | Gick inte vidare |
| Rainer Strohbach                                                   | 1500 m frisim      | 15:17.93 | 2 Q       | i.u.             | i.u.             | 15:15.29         | 4                |
| Frank Pfütze Jörg Woithe Detlev Grabs Rainer Strohbach Frank Kühne | 4x200 meter frisim | 7:32.67  | 1 Q       | i.u.             | i.u.             | 7:28.60          | 2                |
| Dietmar Göhring                                                    | 100 m ryggsim      | 58.02    | 2 Q       | 58.85            | 7                | Gick inte vidare | Gick inte vidare |
| Jörg Stingl                                                        | 100 m ryggsim      | 58.98    | 3         | Gick inte vidare | Gick inte vidare | Gick inte vidare | Gick inte vidare |
| Jörg Stingl                                                        | 200 m ryggsim      | 2:05.19  | 3         | i.u.             | i.u.             | Gick inte vidare | Gick inte vidare |
| Dietmar Göhring                                                    | 200 m ryggsim      | 2:14.11  | 5         | i.u.             | i.u.             | Gick inte vidare | Gick inte vidare |
| Jörg Walter                                                        | 100 m bröstsim     | 1:06.12  | 3         | i.u.             | i.u.             | Gick inte vidare | Gick inte vidare |
| Jörg Walter                                                        | 200 m bröstsim     | 2:23.19  | 2 Q       | i.u.             | i.u.             | 2:22.39          | 8                |
| Roger Pyttel                                                       | 100 m fjäril       | 55.99    | 1 Q       | 55.63            | 4 Q              | 54.94            | 2                |
| Roger Pyttel                                                       | 200 m fjäril       | 2:02.07  | 1 Q       | i.u.             | i.u.             | 2:01.39          | 3                |
| Jörg Walter                                                        | 400 m medley       | DQ       | -         | i.u.             | i.u.             | Gick inte vidare | Gick inte vidare |
| Dietmar Göhring Jörg Walter Roger Pyttel Jörg Woithe Frank Kühne   | 4x100 meter medley | 3:51.40  | 4 Q       | i.u.             | i.u.             | 3:48.25          | 4                |

## Tyngdlyftning
Nio tyngdlyftare i sju viktklasser tävlade för Östtyskland i sommarspelen 1980.
| Tävlande        | Viktklass | Ryck  | Stöt  | Total | Placering |
| --------------- | --------- | ----- | ----- | ----- | --------- |
| Andreas Letz    | 56 kg     | 115   | 150   | 265   | 4         |
| Joachim Kunz    | 67,5 kg   | 145   | 190   | 335   | 2         |
| Gunter Ambraß   | 67,5 kg   | 140   | 180   | 320   | 5         |
| Günter Schliwka | 75 kg     | 150   | 0     | 0     | DNF       |
| Detlef Blasche  | 82,5 kg   | 152,5 | 192,5 | 345   | 7         |
| Frank Mantek    | 90 kg     | 165   | 205   | 370   | 3         |
| Michael Hennig  | 100 kg    | 165   | 217,5 | 382,5 | 4         |
| Manfred Funke   | 100 kg    | 170   | 207,5 | 377,5 | 6         |
| Jürgen Heuser   | +110 kg   | 182,5 | 227,5 | 410   | 2         |

## Volleyboll
- Laguppställning[3]:
  - Katharina Bullin
  - Barbara Czekalla
  - Brigitte Fetzer
  - Andrea Heim
  - Ute Kostrzewa
  - Heike Lehmann
  - Christine Mummhardt
  - Karin Püschel
  - Karla Roffeis
  - Martina Schmidt
  - Annette Schultz
  - Anke Westendorf

- Gruppspel:

| Lag           | S | V | O | F | GM  | IM  | MS  | P |
| ------------- | - | - | - | - | --- | --- | --- | - |
| Sovjetunionen | 3 | 3 | 0 | 0 | 153 | 99  | +54 | 6 |
| Östtyskland   | 3 | 2 | 0 | 1 | 166 | 160 | +6  | 4 |
| Kuba          | 3 | 1 | 0 | 2 | 117 | 117 | 0   | 2 |
| Peru          | 3 | 0 | 0 | 3 | 108 | 168 | −60 | 0 |

- Semifinal:

|  | 27 juli | Östtyskland | 3 – 2 | Bulgarien |  |  |
|  |         |             |       |           |  |  |
|  |         |             |       |           |  |  |
|  |         |             |       |           |  |  |

- Final:

|  | 29 juli | Sovjetunionen | 3 – 1 | Östtyskland |  |  |
|  |         |               |       |             |  |  |
|  |         |               |       |             |  |  |
|  |         |               |       |             |  |  |